# NGC 4293
NGC 4293 ist eine Linsenförmige Galaxie mit aktivem Galaxienkern vom Hubble-Typ SB0/a und liegt im Sternbild Haar der Berenike. Die Galaxie ist schätzungsweise 38 Millionen Lichtjahre von der Milchstraße entfernt und hat einen Durchmesser von etwa 70.000 Lichtjahren. Unter der Katalognummer VCC 460 ist sie als Mitglied des Virgo-Galaxienhaufens aufgeführt.
Im selben Himmelsareal befindet sich u. a. die Galaxie IC 3292.
Das Objekt wurde am 14. März 1784 von William Herschel entdeckt.